# Bellampalle
Bellampalle é uma vila e uma município no distrito de Adilabad  , no estado indiano de Andhra Pradesh.

## Demografia
Segundo o censo de 2001, Bellampalle tinha uma população de 66 660 habitantes. Os indivíduos do sexo masculino constituem 51% da população e os do sexo feminino 49%. Bellampalle tem uma taxa de literacia de 65%, superior à média nacional de 59,5%; com 57% para o sexo masculino e 43% para o sexo feminino. 11% da população está abaixo dos 6 anos de idade.